# Orphan
Orphan – kanadyjski zespół rockowy, założony w 1978 roku w Winnipeg jako The Pumps, w latach 1982–1985 funkcjonujący pod nazwą Orphan.

## Historia
Zespół został założony w Winnipeg na początku 1978 roku, a jego nazwa została zaczerpnięta przypadkowo z książki telefonicznej. Założycielami grupy byli: Chris Burke-Gaffney (wokal, bas), Lou Petrovich (gitara) i Terry Norman Taylor (perkusja), do których po upływie kilku miesięcy dołączył Brent Diamond (instrumenty klawiszowe). Burke-Gaffney, Taylor i Diamond znali się z czasów szkoły średniej, gdzie współtworzyli grupę muzyczną. Menedżerem zespołu został Frank Welpert. Muzycy udzielali energicznych koncertów w zachodniej Kanadzie, które przysporzyły im zwolenników, i za sprawą Boba Ansella podpisali na początku 1979 roku kontrakt z Polydor Records. Następnie przez cztery miesiące, przy współpracy producentów: Phila Chapmana i Jona Astleya, muzycy dokonywali sesji nagraniowych w Le Studio w Morin-Heights.
Debiutancki album zespołu pn. Gotta Move ukazał się w marcu 1980 roku i był promowany trzema singlami: „Success”, „Bust the TV” i „Coffee with the Queen”. Album okazał się komercyjną porażką, jakkolwiek The Pumps pozostał uznaną grupą koncertową, stanowiąc przez następne półtora roku support m.in. przed Styx, Streetheart, Prism, Triumph i AC/DC. Jednakże występujące w tym czasie nieporozumienia zespołu z Polydor skutkowały wstrzymaniem wydania drugiego albumu, rozwiązaniem kontraktu wytwórni z zespołem i odejściem Petrovicha.
W efekcie tego The Pumps zwrócił uwagę gitarzysty Steve’a McGoverna. McGovern występował w zespole Orphan, który stanowili także Ron Boisvenue (perkusja), „Dizzy Fingers” Richards (bas) i „Spaceman” Paul (instrumenty klawiszowe). Muzycy The Pumps i Orphan znali się ze wspólnych koncertów. W efekcie McGovern nawiązał współpracę z Burke’iem-Gaffneyem, która zaowocowała dokooptowaniem do składu Diamonda i Boisvenue’a i uformowaniem nowego zespołu Orphan. Z pomocą menedżera Erica Greena zespół na początku 1982 roku podpisał kontrakt z Portrait Records, który zlecił mu dokonanie nagrań w studio The Power Station w Nowym Jorku. Album pt. Lonely at Night, wyprodukowany przy pomocy Tony’ego Bongioviego, został wydany wiosną 1983 roku i był promowany przez single „Lonely at Night” i „Miracle”. Do tych utworów nagrano także teledyski, odtwarzane w MTV i MuchMusic. Ponadto piosenki zespołu były często grane w radio, a „Miracle” znalazł się w czołowej dziesiątce kanadyjskiej listy przebojów.
W tym okresie Boivenue zachorował na raka, w efekcie czego nowym członkiem Orphan został Terry Norman Taylor. Po wydaniu albumu zespół spędził rok w trasie koncertowej wspólnie z Platinum Blonde, po czym wrócił do studia, aby podjąć pracę nad nowym materiałem. Nagrań dokonano w nowojorskim Kingdom Sound Studios. Efektem pracy był album Salute z 1985 roku, na którym gościnnie wystąpił Aldo Nova. Piosenki „Lyin’ to Me” i „Open Up the Skies”, do których powstały również klipy, znalazły się w czołowej trzydziestce kanadyjskiej listy przebojów. Mimo to album sprzedawał się słabo i po zakończeniu tournée, jesienią 1985 roku Portrait zakończył współpracę z zespołem. Następnie członkowie Orphan zaangażowali się we własne projekty. Zespół na krótko zjednoczył się w listopadzie 1988 roku, a w 1991 roku Burke-Gaffney i Taylor założyli zespół Dead Beat Honeymooners.
Pod koniec lat 90. zespół The Pumps udzielił charytatywnego koncertu w Winnipeg Convention Centre. W połowie lat 2000. Burke-Gaffney, Diamond, Taylor i McGovern odnowili współpracę i nagrali nowe piosenki na kompilację zatytułowaną It’s a Miracle … They're Still Alive, wydaną pod szyldem The Pumps & Orphan nakładem Vatikan Records.

## Członkowie zespołu
- Chris Burke-Gaffney – wokal, gitara basowa (1978–1985)
- Lou Petrovich – gitara (1978–1982)
- Steve McGovern – gitara (1982–1985)
- Terry Norman Taylor – perkusja (1978–1982, 1983–1985)
- Ron Boisvenue – perkusja (1982–1983)
- Brent Diamond – instrumenty klawiszowe (1978–1985)

## Dyskografia
The Pumps
- Gotta Move (1980)

Orphan
- Lonely at Night (1983)
- Salute (1985)

The Pumps & Orphan
- It’s a Miracle … They're Still Alive – The Very Best of The Pumps & Orphan (2006, kompilacja)